# Pay-per-view
Pay-per-view (engelsk term som betyder "betala per visning"), förkortat PPV, är en intäktsmodell för rörlig bild där tittaren betalar en avgift per visning. Pay-per-view förekommer framför allt för pornografi, sportsändningar och långfilmer. Vissa leverantörer är inriktade på pay-per-view, medan andra erbjuder det som ett komplement till abonnemang.
Exempel på leverantörer i Sverige av pay-per-view-tjänster:
- IPTV
  - Telia Digital-TV
- Kabel-TV
  - Canal Digital
  - Com Hem
  - Tele2 TV
- Satellit-TV
  - Canal Digital
  - Viasat
- Webb-TV
  - CSPORTS
  - S24
  - SF Anytime